# St. Ursula (Colmberg)

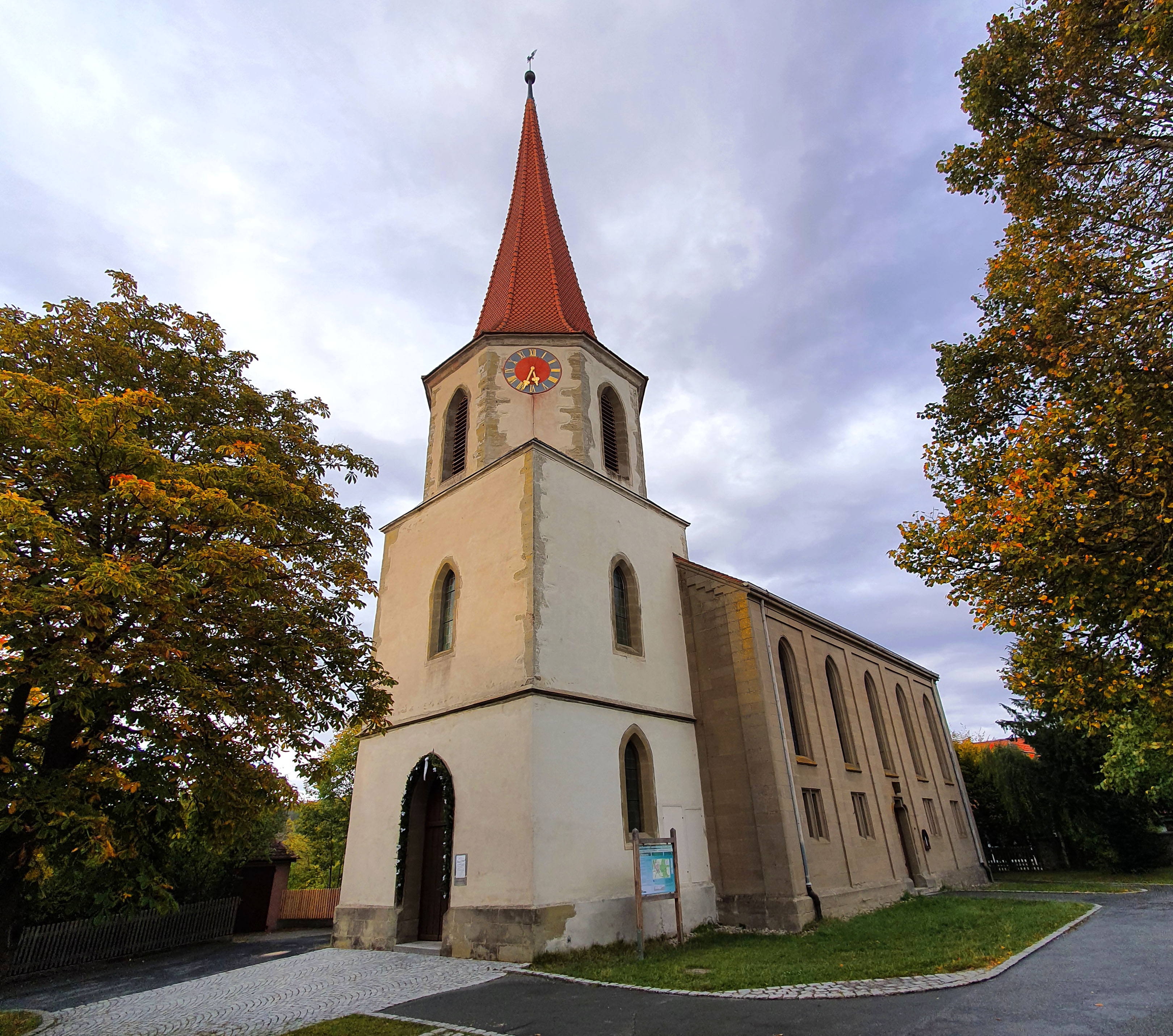
Die neugotische Kirche mit dem gotischen Kirchturm

Die St. Ursula-Kirche ist die evangelisch-lutherische Pfarrkirche von Colmberg im mittelfränkischen Landkreis Ansbach in Bayern.

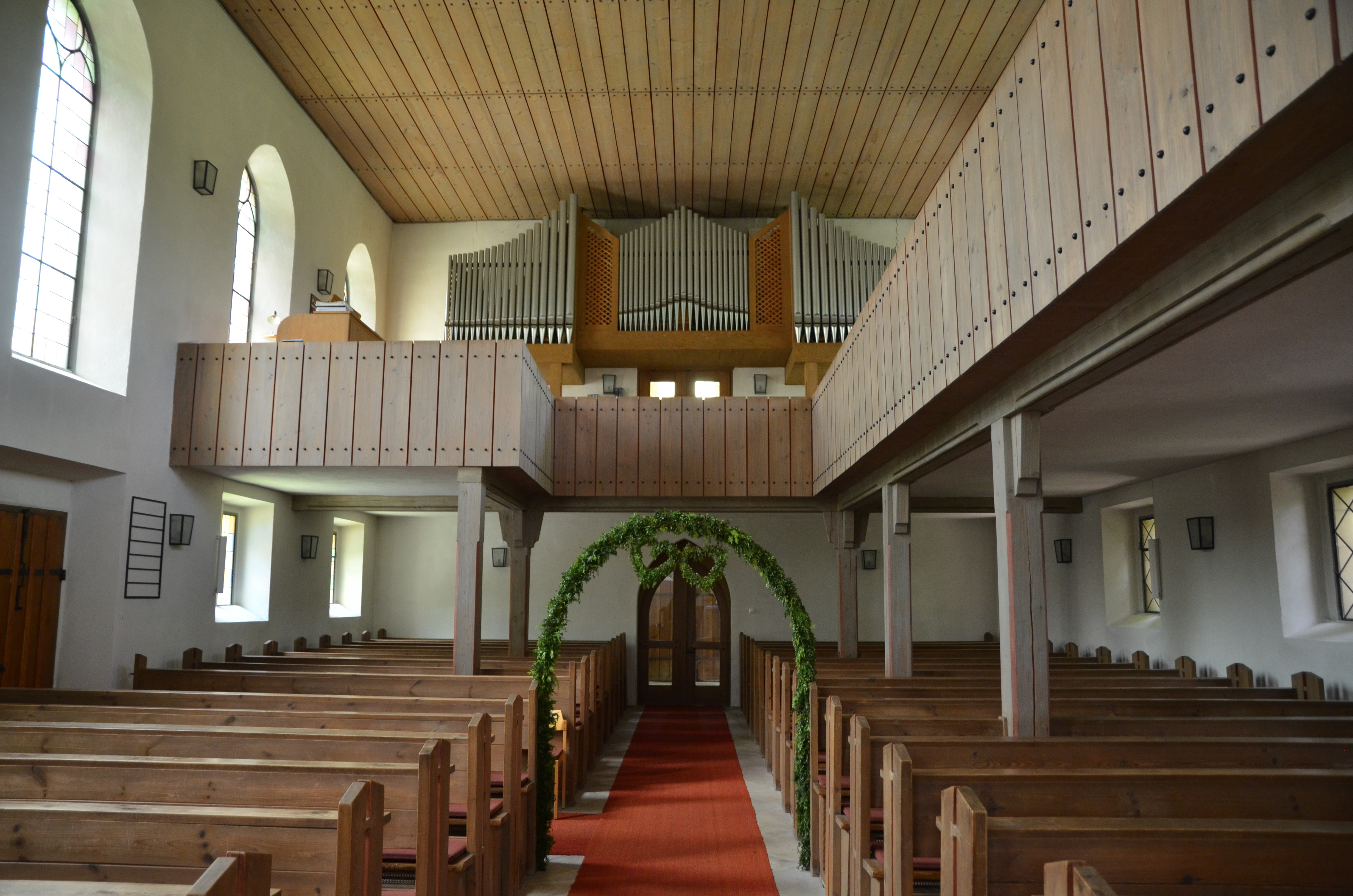
Blick in das nach Nordosten ausgerichtete Kirchenschiff

## Lage
Die Kirche steht in südwest-nordöstlicher Ausrichtung auf dem „Kirchberg“ im Nordosten des alten Ortskerns, der „Altenstatt“. Sie ist zu erreichen über die Straße „Am Kirchberg“, die von der Ansbacher Straße (der Staatsstraße 2250) bzw. von der Gartenstraße jeweils als Stichstraße abzweigt.

## Geschichte
Die heutige Kirche hatte wohl eine hölzerne Vorgängerkirche, die auf einem heidnischen Kultplatz errichtet worden war. 1375 ist erstmals ein Kirchenbau urkundlich erwähnt. Diese nach Süden hin ausgerichtete Chorturmkirche wurde 1864 wegen Baufälligkeit geschlossen und 1873 bis auf den Turm abgerissen. Bis 1874 wurde an den alten gotischen Kirchturm in nordöstlicher Richtung ein neues Kirchenschiff errichtet.

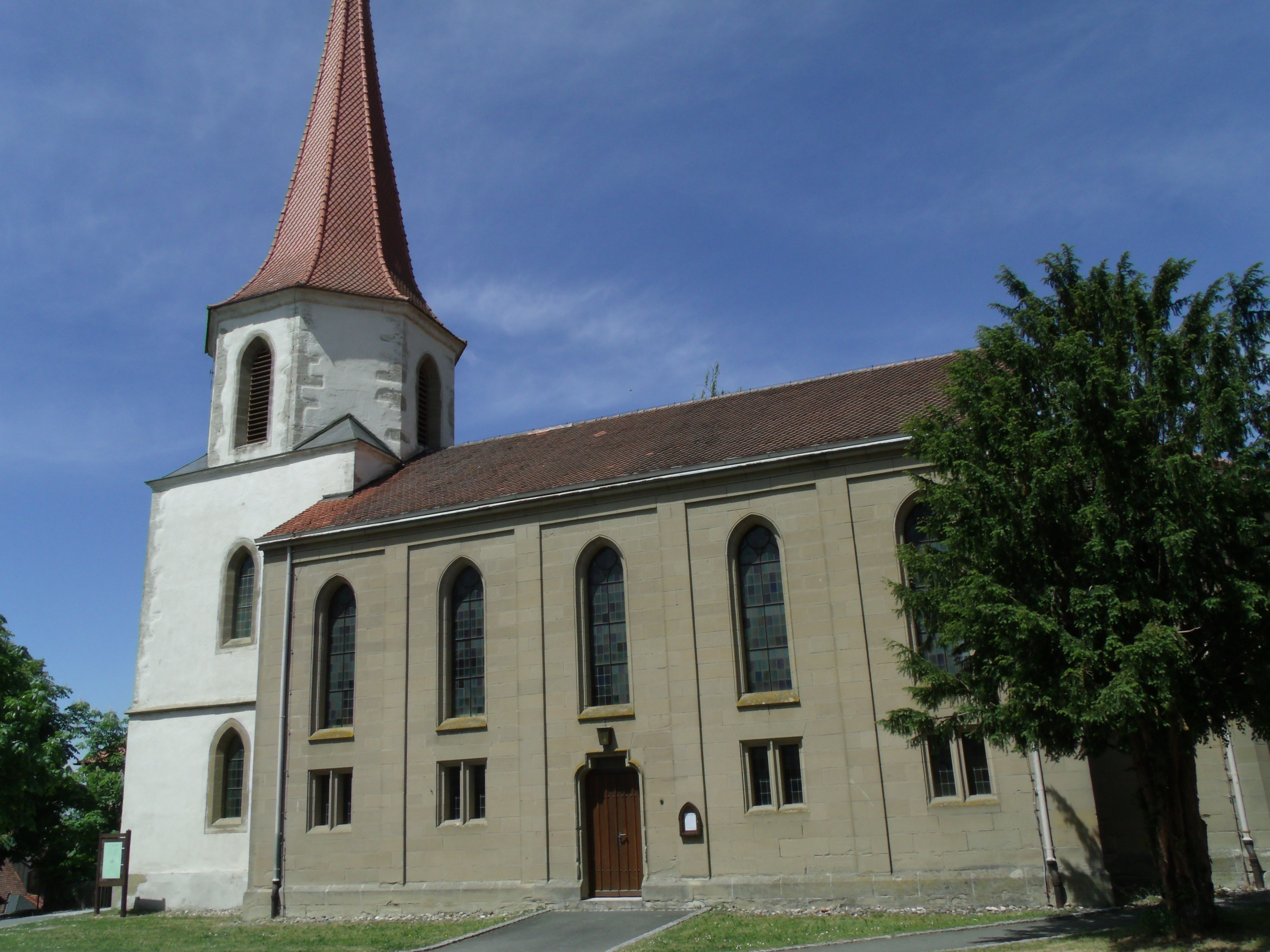
Das neogotische Kirchenschiff aus südöstlicher Richtung

Colmberg gehörte ursprünglich zur Urpfarrei St. Peter in Leutershausen. Der Pfarrer von Leutershausen hatte Anspruch auf ein Drittel des Colmberger Zehents. Stiftungen ermöglichten schließlich den Bau einer gotischen Kirche in Colmberg selbst, und mit Genehmigung des Bischofs von Würzburg wurde der Ort wohl im 13. Jahrhundert von der Mutterpfarrei abgetrennt und zur eigenen Pfarrei erhoben. Ein von einer hohen Steinmauer umgebener Kirchhof wurde errichtet, der 1848 aufgelassen wurde. Einige Epitaphe sind in die nördliche Friedhofsmauer eingelassen, so das Epitaph des markgräflichen Kastners Caspar Bachmeyer († 23. März 1686).

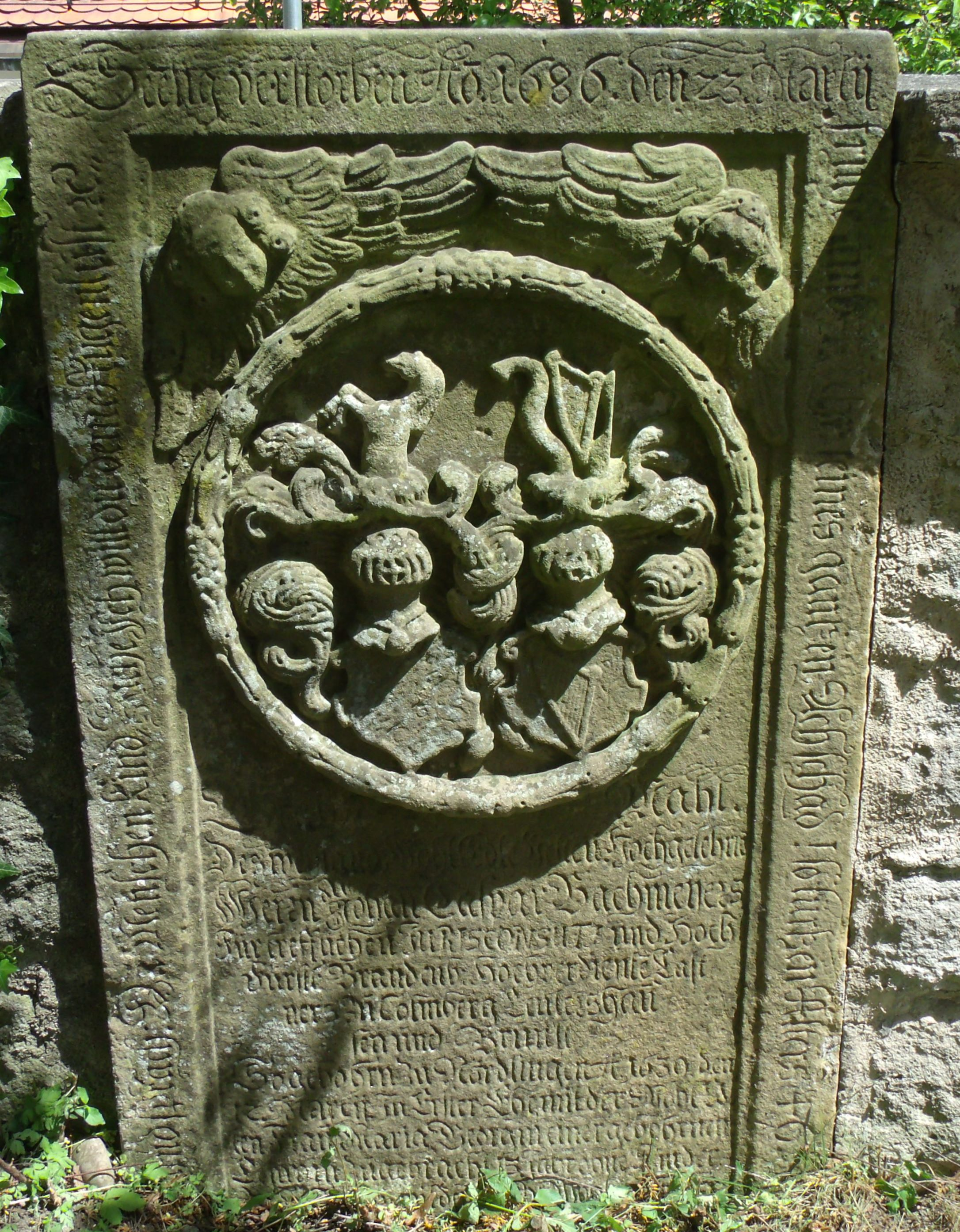
Bachmeyer-Epitaph in der Friedhofsmauer

Die Kirche wurde unter der Kirchenhoheit der Markgrafen von Ansbach um 1528 evangelisch-lutherisch. Der erste evangelische Pfarrer hieß Melchior Frey. Ab 1556 gehörte die Pfarrei zum Dekanat Leutershausen. Ab 1588 waren der Pfarrei Colmberg auch die Orte Oberfelden und Häslabronn eingepfarrt. 1812 kam noch Kurzendorf und 1820 Unterfelden hinzu. Seit spätestens 1563 stand gegenüber der Kirche ein Schulhaus, das 1755 neu errichtet, 1872 umgebaut und 1962 erweitert wurde und heute als Informationszentrum des Tourismusverbandes Romantisches Franken dient.

## Beschreibung
Das Kirchenschiff von 1873/74 wurde auf dem Areal des früheren Friedhofs aus grünem Sandstein von Oberdachstetten errichtet, hat eine flache Holzdecke und wird von einem verhältnismäßig niedrigen Satteldach abgeschlossen. Der Fußboden besteht aus Solnhofener Platten. Im Nordosten ist der Saalkirche der Chor angefügt; im nördlichen Chorwinkel ist eine Sakristei angebaut. Der im Südwesten stehende zweigeschossige Turm des Vorgängerbaus aus Sandsteinquadern mit Zugang zu den Emporen weist eine Eckquaderung und Gurtgesimse auf; über dem quadratischen Turmunterbau erhebt sich ein ebenfalls mit Eckquaderung versehenes Oktogon und mit achtseitigem Spitzhelm. Die Seitenwände mit sechs Fensterachsen sind durch Lisenen untergliedert. Das Hauptportal ist als Schulterbogenportal ausgeführt und befindet sich in der Mitte der rechten Wand des Kirchenschiffs. Emporen befinden sich im Süden und Westen der Kirche.

## Ausstattung

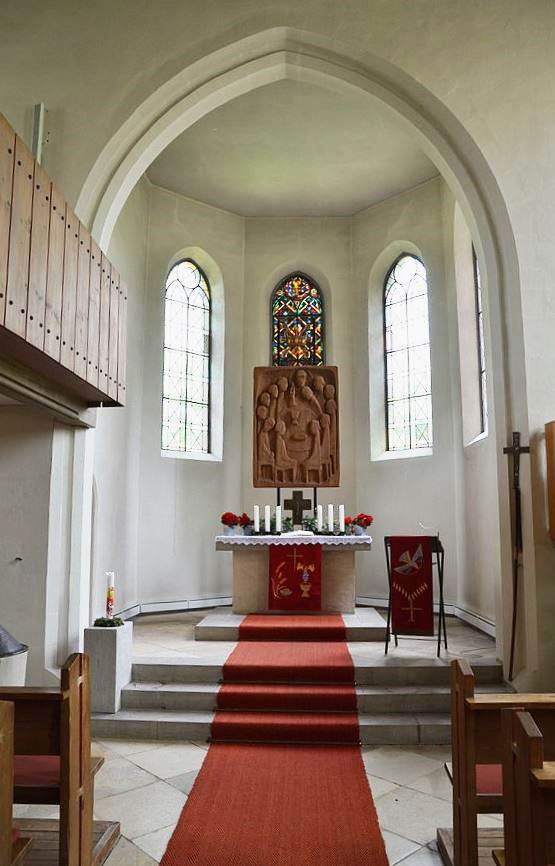
Altarraum

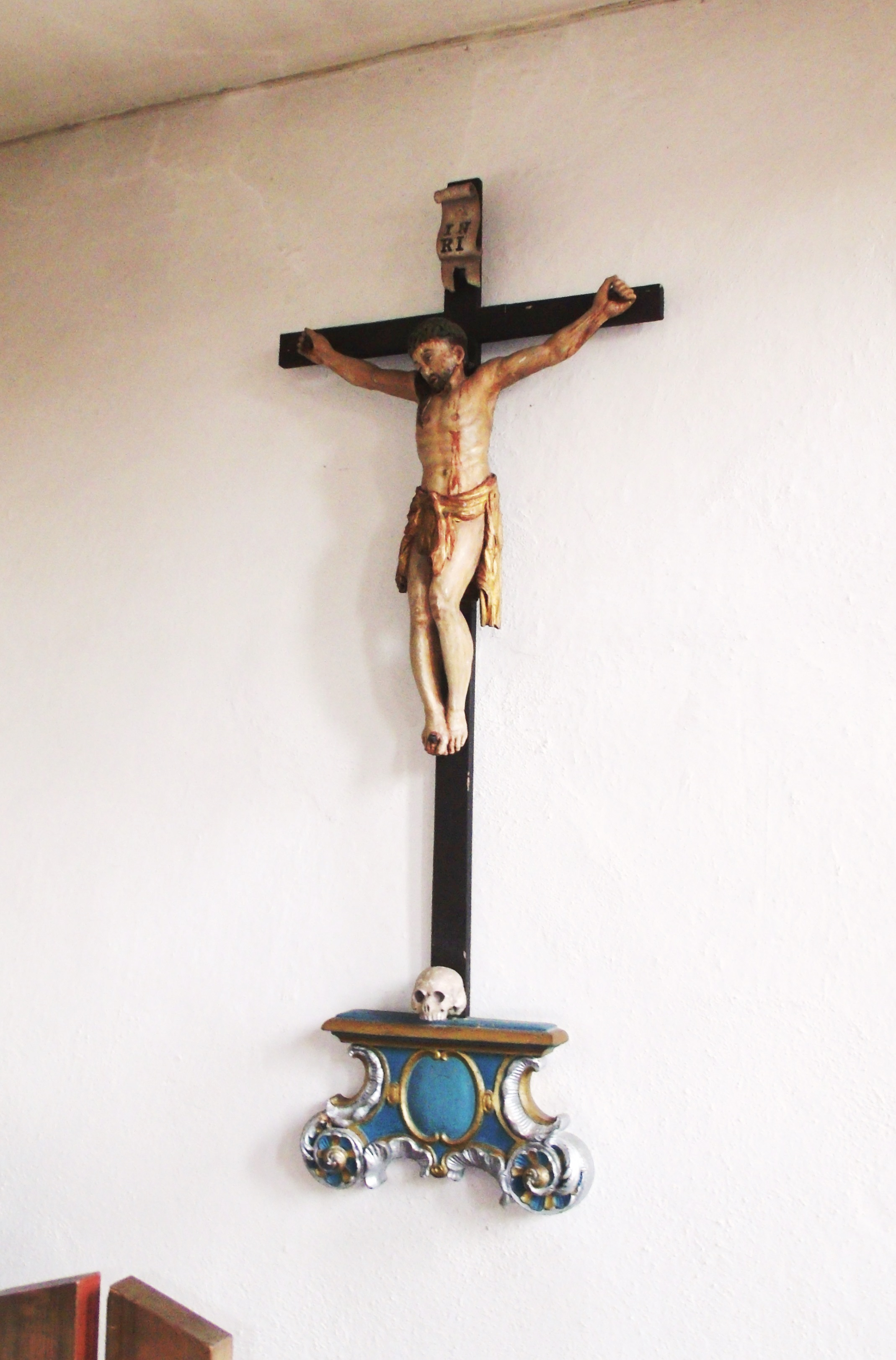
Kreuz an der linken Stirnwand

Der neugotische Altar von 1874 wurde 1960 durch den jetzigen ersetzt, der ein Abendmahlsrelief aus rotem Mahagoni-Holz der Nürnberger Bildhauers Hans Heiber zeigt. Das farbige Glasfenster, 1928 hinter dem Altar neu eingebaut, ist eine Stiftung von Ernst Arthur Voretzsch.
Auf der linken Stirnwand hängt ein altes Kruzifix, das sich früher neben der Kanzel auf der rechten Seite befand. Die Orgel auf der Südempore wurde 1960 angeschafft.
Das Geläute im Kirchturm besteht aus vier Glocken, die zwei ältesten stammen von 1340 und 1483.